# Беллвілл (Техас)
Беллвілл (англ. Bellville) — місто (англ. city) в США, в окрузі Остін штату Техас. Населення — 4206 осіб (2020).

## Географія
Беллвілл розташований за координатами 29°56′50″ пн. ш. 96°15′36″ зх. д. / 29.94722° пн. ш. 96.26000° зх. д. (29.947094, -96.260124).  За даними Бюро перепису населення США в 2010 році місто мало площу 6,93 км², з яких 6,88 км² — суходіл та 0,05 км² — водойми.

## Демографія
Згідно з переписом 2010 року, у місті мешкало 4097 осіб у 1644 домогосподарствах у складі 1037 родин. Густота населення становила 591 особа/км².  Було 1818 помешкань (262/км²).
Расовий склад населення:
| - 78,4 % — білих - 10,2 % — чорних або афроамериканців - 1,2 % — корінних американців - 0,6 % — азіатів - 8,1 % — осіб інших рас |

До двох чи більше рас належало 1,5 %. Частка іспаномовних становила 21,2 % від усіх жителів.
За віковим діапазоном населення розподілялося таким чином: 25,2 % — особи молодші 18 років, 57,2 % — особи у віці 18—64 років, 17,6 % — особи у віці 65 років та старші. Медіана віку мешканця становила 37,9 року. На 100 осіб жіночої статі у місті припадало 90,6 чоловіків;  на 100 жінок у віці від 18 років та старших — 87,0 чоловіків також старших 18 років.
Середній дохід на одне домашнє господарство  становив 65 445 доларів США (медіана — 50 577), а середній дохід на одну сім'ю — 86 907 доларів (медіана — 87 601). За межею бідності перебувало 6,7 % осіб, у тому числі 0,0 % дітей у віці до 18 років та 3,9 % осіб у віці 65 років та старших.
Цивільне працевлаштоване населення становило 1965 осіб. Основні галузі зайнятості: освіта, охорона здоров'я та соціальна допомога — 25,8 %, виробництво — 11,2 %, транспорт — 10,9 %.